# Jacques Higelin
Pour les articles homonymes, voir Higelin.
Jacques Higelin est un auteur-compositeur-interprète et comédien français, né le 18 octobre 1940 à Brou-sur-Chantereine (Seine-et-Marne) et mort le 6 avril 2018 à Nogent-sur-Marne (Val-de-Marne).
Attiré très tôt par le monde du spectacle, il entame une carrière d'acteur puis se lance dans la chanson avec le soutien du producteur Jacques Canetti. Tout en gardant un contact régulier avec le théâtre, il connaît un succès grandissant au fil des années et s'impose durablement sur la scène musicale française des années 1970 et 1980. Il retrouve les faveurs du public dans les années 1990, puis dès le début des années 2000 et continue à enregistrer des albums ainsi qu'à se produire sur scène.
Connu pour sa remarquable présence scénique, il occupe aussi parfois la scène médiatique à l'occasion de certaines prises de position politiques ou militantes, notamment aux côtés d'associations de soutien aux personnes défavorisées.
Il reste proche d'Areski Belkacem ainsi que de Brigitte Fontaine avec qui il collabore à partir du milieu des années 1960. Il est le père du chanteur Arthur H, du comédien Kên Higelin et de la chanteuse Izïa Higelin ainsi que le grand-père de Kim Higelin, fille de Kên, et de la chanteuse Marcia Higelin, fille d'Arthur.

## Biographie

### Enfance
Jacques Higelin est né le 18 octobre 1940, fils de Paul Higelin (1909-1987), employé des chemins de fer, alsacien né à Mulhouse mais dont les racines sont à Didenheim, et de Mariette Bourdouxhe (1912-1997), née à Poulseur en Belgique,. Il passe sa petite enfance à Brou-sur-Chantereine, un village de l'est de la région parisienne. En 1944, alors que Jacques a trois ans, à la suite du bombardement de la gare de triage de Vaires près de leur maison, la famille est relogée dans un autre village, à environ six kilomètres : Le Pin. Son grand-père alsacien parvient à convaincre le chef de la Kommandantur de ne pas détruire ce village. Son père Paul, cheminot et musicien, initie ses deux fils Paul et Jacques à certaines formes de musique. Sa mère, Renée, élève ses deux enfants. 
En 1945, la famille Higelin se reloge à Chelles, en Seine-et-Marne. Jacques y fréquente l'école La Paix-Notre-Dame ; entre dix et quinze ans, Jacques est violé, par un homme de son entourage proche, Hubert (Bob) Morel,, cascadeur et comédien, qui l’avait pris sous son aile,, incarcéré en 1996 dans le cadre d'une affaire de prostitution enfantine,. C'est dans cette ville qu'il fait ses premiers pas dans la chanson, sur la scène de la salle paroissiale Albert-Caillou, dans l'avenue du même nom. Passionné par Charles Trenet, déjà musicien, il auditionne en 1954 à l'âge de quatorze ans au théâtre des Trois Baudets, à Paris, devant le producteur Jacques Canetti. Impressionné par son talent, mais refusant de faire travailler des enfants, Canetti lui donne rendez-vous « dans dix ans ». Sa vocation est marquée par cette audition ainsi que par sa rencontre avec Sidney Bechet, avec lequel il joue dans une comédie musicale, La Nouvelle-Orléans. À seize ans, il intègre le cours Simon pour y apprendre l'art dramatique.

### Carrière artistique

#### Débuts au cinéma

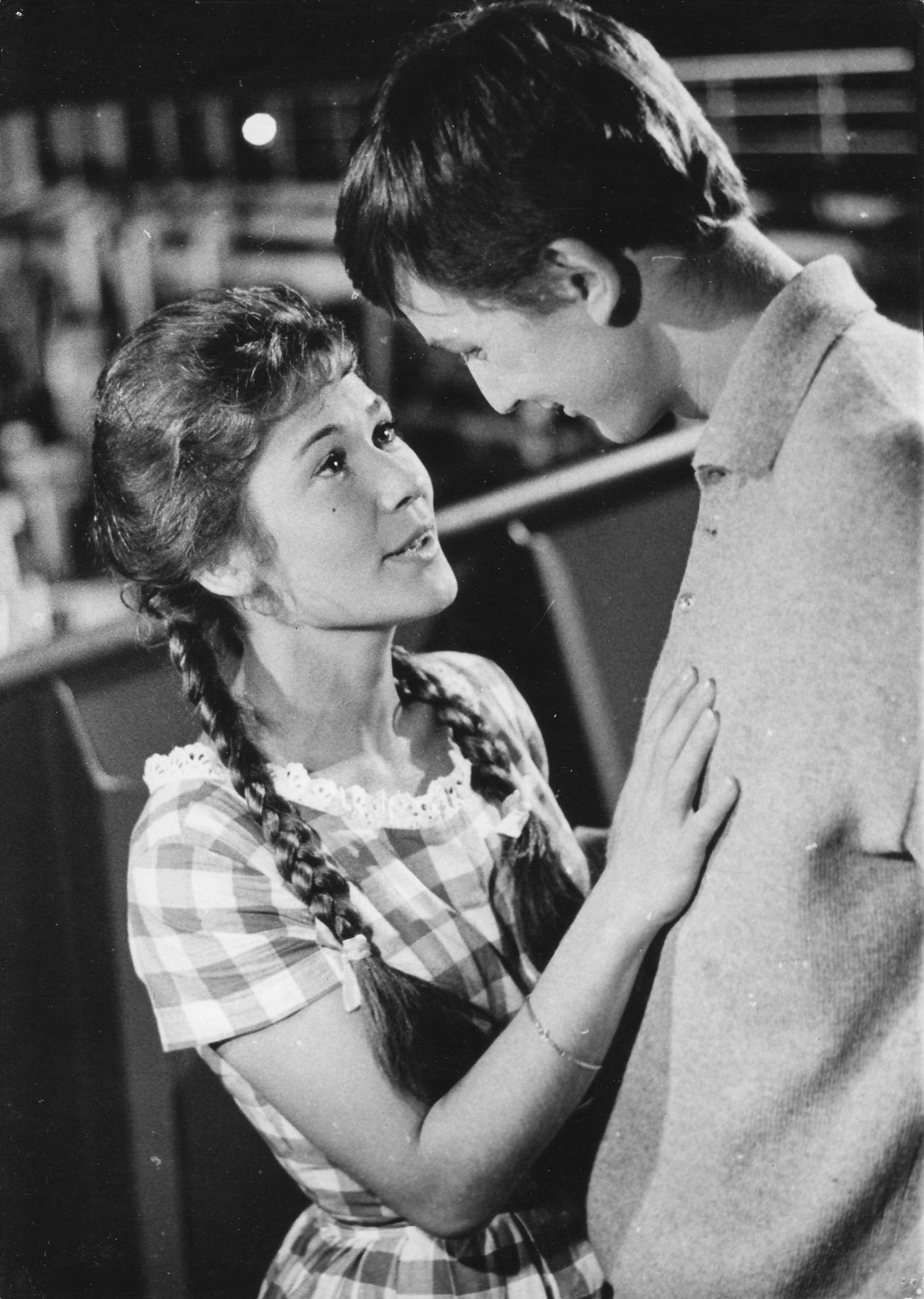
Higelin commence sa carrière artistique dans le cinéma (ici avec Irène Chabrier dans Le bonheur est pour demain).

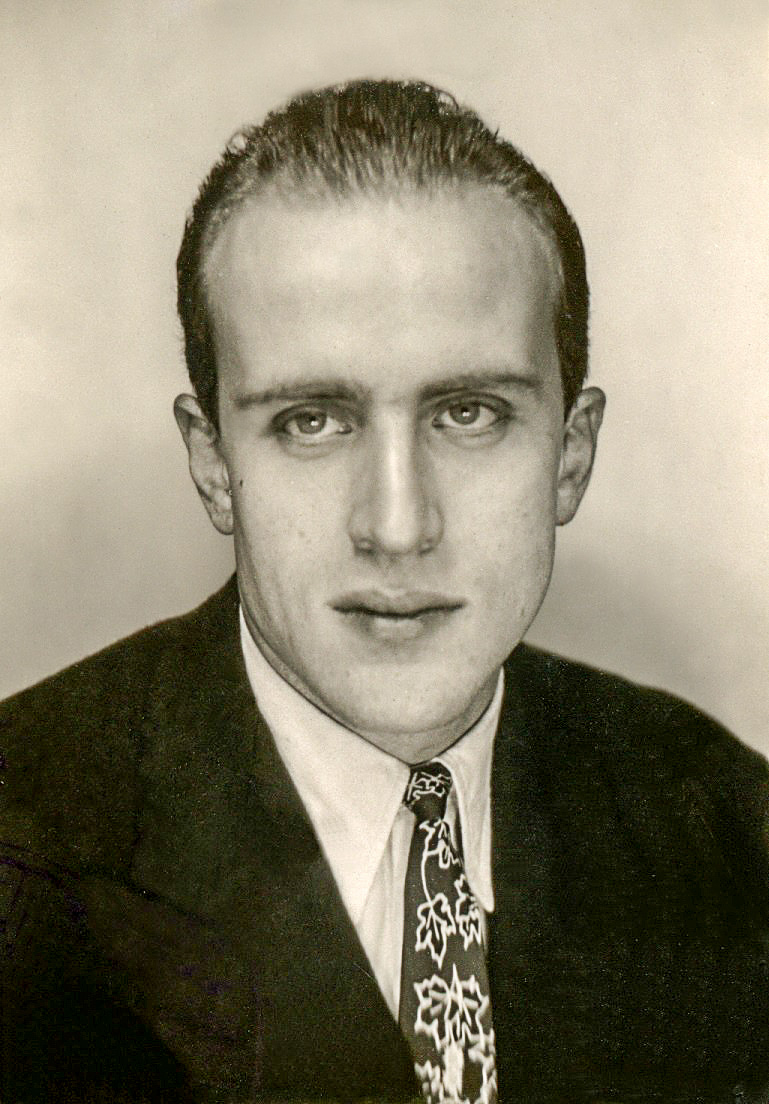
À ses débuts dans la chanson Higelin reprend Boris Vian.

En 1960, comédien sur le tournage du film d'Henri Fabiani, Le bonheur est pour demain (au générique duquel il apparaît sous le nom d'Igelin), il rencontre Irène Lhomme : leur correspondance, ou plutôt celle d'Higelin (Frimousse) à destination d'Irène (Pipouche), est publiée en 1987 sous le titre Lettres d'amour d'un soldat de vingt ans (dans cette correspondance, il orthographie son nom comme Higelin, higelin ou igelin. Il fait indirectement allusion au tournage du film dans ces lettres). Un an avant, en 1959 sur le tournage de Saint-Tropez Blues, il a rencontré le guitariste Henri Crolla, fils adoptif virtuel de Jacques Prévert et Paul Grimault, frère de rue de Mouloudji, accompagnateur ami d'Yves Montand. Le musicien invite Jacques Higelin à s'exprimer par la chanson. Jacques Higelin habite plusieurs mois chez les Crolla, devenus sa seconde famille. Crolla lui apprend à bien jouer de la guitare et le conforte dans une certaine idée de la vie et de la générosité. Le film est tourné à Saint-Nazaire où Higelin habite ; il passe beaucoup de temps chez un disquaire local.
Dans les années 1960, après un long service militaire, en Allemagne puis en Algérie, il tourne dans plusieurs films, dont Bébert et l'Omnibus d'Yves Robert, 1963, ou dans des épisodes télévisés comme Une fille dans la montagne. Il rencontre Pierre Barouh, le créateur du label Saravah, et cette rencontre constitue un nouveau tremplin artistique en même temps qu'un net élargissement de son horizon.
Guitariste, il joue dans nombre de cabarets, seul ou pour accompagner d'autres artistes, dont Colette Chevrot. Il joue également du piano de manière remarquable et sa personnalité énergique lui attire de nombreuses sympathies[Lesquelles ?]. En 1964, il retrouve Jacques Canetti grâce à Brigitte Fontaine qui vient d'enregistrer son premier album avec sa maison de production. Travaillant sur la première anthologie discographique des chansons de Boris Vian, Jacques Canetti propose à Jacques Higelin d'enregistrer sept chansons de Vian dont certaines alors inédites. Il lui confie même un texte de Vian qu'Higelin met en musique : Je Rêve. Cette anthologie, Boris Vian 100 Chansons, rassemble des chansons et des textes de Vian interprétés par Serge Reggiani, Pierre Brasseur, Catherine Sauvage, Arlette Téphany, Cécile Vassort, Philippe Clay, Lucienne Vernay, etc.
En 1973, il tourne au côté de Marthe Keller dans un long métrage de Gérard Pirès : Elle court, elle court la banlieue , l'histoire d'un jeune couple et ses déboires dans une banlieue HLM.

#### Carrière de chanteur

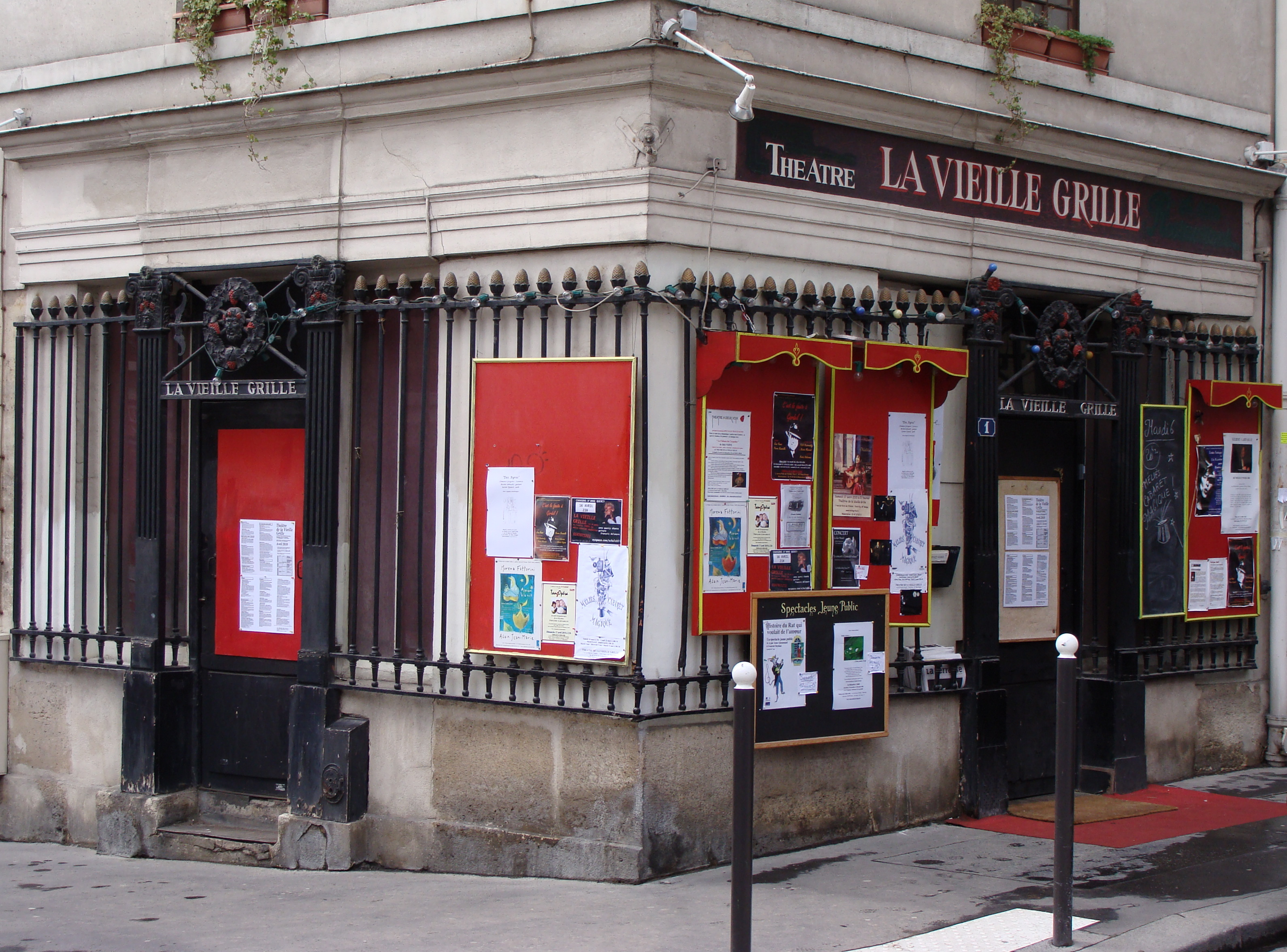
Le café-théâtre de la Vieille Grille à Paris, l'un des lieux où Jacques Higelin se produit au début de sa carrière.

En 1966, Jacques Higelin enregistre ses premières chansons dont certains textes sont de Marc Moro, alias Mac Ormor. En juin 1966, Jacques Canetti ouvre l'un des premiers cafés-théâtres au Bilboquet, rue Saint-Benoît à Paris où Higelin vient se produire. Il rencontre à cette époque Marc'O, Bulle Ogier, Jean-Pierre Kalfon, Georges Moustaki, Marie-Pierre Casey et beaucoup d'autres artistes. Il travaille notamment avec Brigitte Fontaine (en duo pour Cet enfant que je t'avais fait, La Grippe, On est là pour ça, sur disque et sur scène), Rufus, Areski Belkacem qu'il présente à Fontaine, puis Élisabeth Wiener avec laquelle il enregistre plusieurs duos. Remarqué par la critique, il apparaît comme un des expérimentateurs de la chanson autour de mai 1968. Avec Brigitte Fontaine et Rufus, à La Vieille-Grille puis au Théâtre des Champs-Élysées, il crée la pièce Maman j'ai peur, qui obtient un succès critique et public si important qu'elle reste plus de deux saisons à l'affiche à Paris et donne lieu à une tournée européenne ; en 1969, avec Fontaine et son copain de régiment Areski Belkacem, il joue sur la scène du Lucernaire Niok, entre théâtre et chanson. Bientôt, Fontaine et Belkacem l'incitent à tenter une carrière solo. Au début des années 1970, il expérimente des micro-spectacles de type théâtre de rue ou happenings. L'auteur-compositeur-interprète Yves Simon mentionne Higelin et sa chanson Remember dans les paroles de la chanson Le Film de Polanski, de l'album Raconte-toi, sorti en 1975 : « […] Tu t'es passé / Aux écouteurs / Ce truc d'Higelin, / Remember. […] ».
Un autre grand tournant dans sa carrière survient le 23 juillet 1973, lorsqu'il assure, à l'Olympia, la première partie du groupe Sly and the Family Stone. Habillé de vêtements blancs et amples avec un accordéon sur les épaules, l'artiste funambule détonne un peu avec l'ambiance soul ce soir-là. Le public fut sans pitié en le huant. Jacques Higelin quitta la scène mais eut ces beaux mots : « Je reviendrai mais pas seul ! » et il décida de se lancer dans le rock. 
De retour chez lui ce soir-là, Kuelan et Kên trouvent un homme « changé » : cheveux courts, cuir et rock. Higelin cherche alors des musiciens de rock pour former un groupe. Ce sera BBH 75 et, grâce à l'acteur Pierre Clémenti, il rencontre Simon Boissezon, guitariste entre autres de Valérie Lagrange, à l'époque. Ce dernier sera ensuite compositeur, entre autres,  de Paris-New York, Mona Lisa Klaxon, Est-ce que ma guitare est un fusil ? L'ange et le Salaud...) et Charles Benaroch, à la batterie. Jacques Higelin résumera plus tard parfaitement son sentiment : « À l'époque, les choses étaient bloquées pour moi, je tournais en rond, ça n'allait pas. Alors j'ai pris une mitrailleuse [...] Nous avions le sentiment d'être des perdants magnifiques, véhiculant un esprit combatif, une classe sauvage. J'étais une lame de couteau. » Jacques Higelin n'abandonnera pas les ballades (Une mouche sur ma bouche et Cigarette l'attestent).
Higelin se tourne résolument vers le rock avec l'album BBH 75 puis Irradié, auquel participe Louis Bertignac, futur guitariste de Téléphone. Avec l'album Alertez les bébés ! où alternent compositions rock et chansons, il reçoit le prix de l'académie Charles-Cros. Il devient alors, dans les années qui suivent, un des chanteurs rock les plus populaires de France, notamment grâce à des prestations scéniques où il donne beaucoup de sa personne, dans une débauche d'énergie communicative avec le public. 
Jacques Higelin se fait connaître aussi à la télévision. Son concert sur la scène du théâtre de l'Empire à Paris est retransmis dans l’émission d’Antoine De Caunes, Chorus, le 1er octobre 1978, dans lequel, accompagné de ses musiciens, il interprète Lettre à la p'tite amie de l'ennemi public numéro 1, Je veux cette fille, Denise, Banlieue Boogie Blues, et Paris New York.
Les albums sont populaires et les fans se multiplient. No Man’s Land sort en avril 1977 avec Pars (premier tube), le double album Champagne et Caviar (initialement sorti en deux albums simples : Champagne pour tout le monde, et Caviar pour les autres...), puis l'album en public Higelin à Mogador, font de lui l'égal de Bernard Lavilliers ou de Téléphone, qui à la même époque sortent eux aussi des albums populaires, Ogringo pour le premier, sorti en janvier 1980, et Crache ton venin, pour les seconds, qui sort le 2 avril 1979.
Cinq mois après Mogador, lors de la victoire de la gauche à l’élection présidentielle, Higelin et Téléphone donnent un concert le 10 juin 1981, place de la République à Paris, devant plus de cent mille spectateurs. C'est la toute première apparition d'Éric Serra, bassiste, avec l'artiste sur scène .
Fin 1981, Jacques Higelin, s'installe au Cirque d'Hiver, boulevard des Filles-du-Calvaire, à Paris, pour un spectacle qui marquera sa carrière : Jacques, Joseph, Victor dort (adaptation subtile des titres qu'il composa pour le film La Bande du Rex sorti en 1979 mixés avec des musiques adaptées à des textes plus anciens (la Putain vierge, Beauté crachée et Boogie rouillé, textes que l'on peut lire sur la pochette intérieure de l'album "No Man's Land" paru en 1978) ainsi que des morceaux totalement inédits créés sur scène comme Encore une journée d'foutue, Jack au banjo et Manque de classe (composé par le jeune bassiste, Éric Serra) et qui seront édités sur l'album Higelin '82 quelques semaines plus tard. Il le confirmera d'ailleurs au micro de Dominique Farran lors de l'émission Live RTL diffusée fin janvier 1982 et Jacques ajoutera : « Sauf que le dernier soir, on avait vraiment, vraiment tous le cafard... Mais quand tu prends un train, tu sais que tu vas descendre... Mais c'est un beau voyage en tout cas et qui restera comme l'un des plus beaux voyages depuis très très longtemps... »
À part un 45 tours Informulé en public au Cirque d'Hiver sorti en 1982 dans la discographie d'Armande Altaï et interprété avec Jacques Higelin, rien ne sortira alors que tout a été enregistré. Même RTL diffusera dans l'émission Live, présentée par Dominique Farrand, deux heures de ses concerts en deux parties, en mars 1982, qui manquent toujours à la discographie de l'artiste.

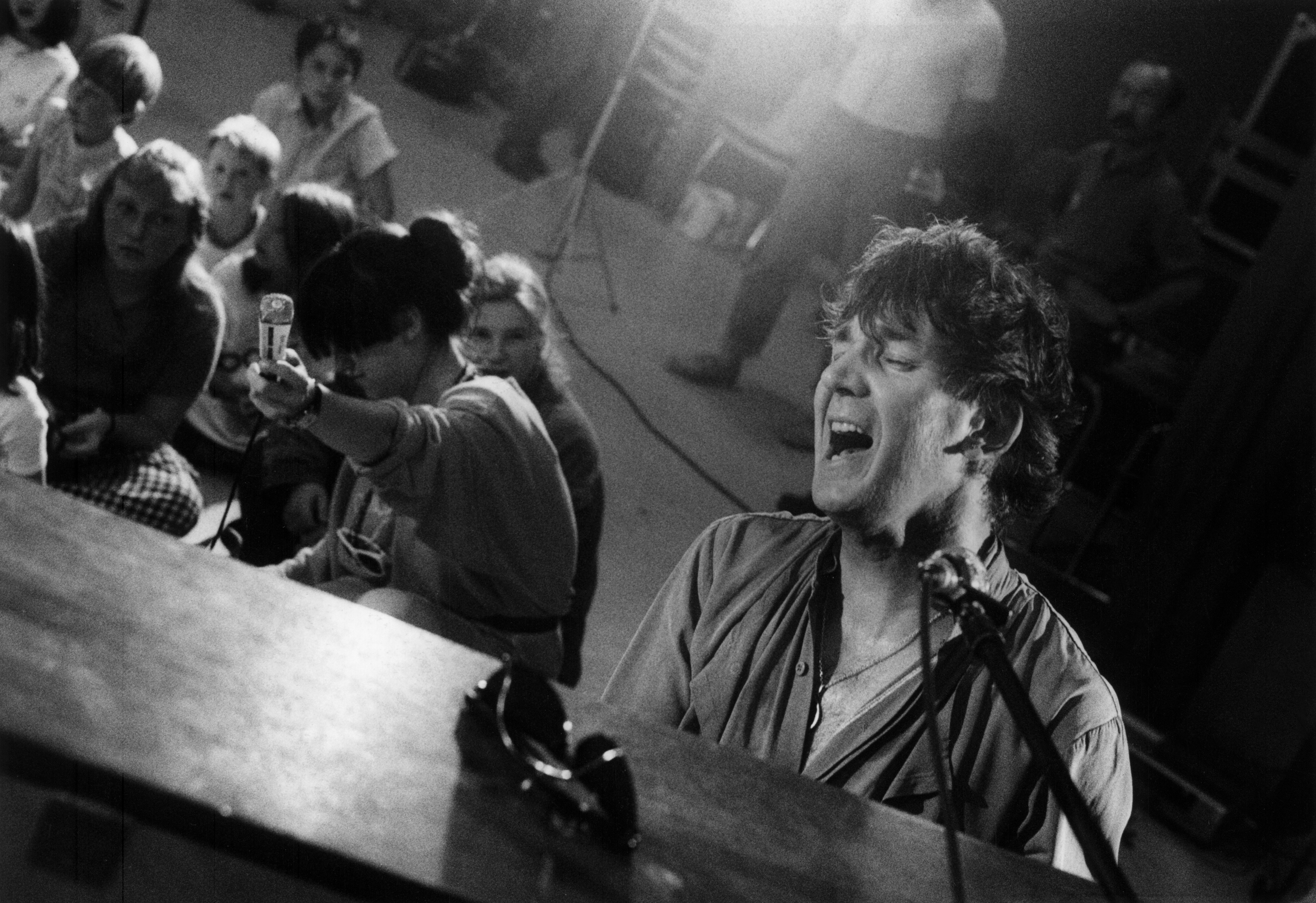
Jacques Higelin lors d'un festival de musique en bretagne en 1988

Dans la foulée du succès rencontré au Cirque d'Hiver, les Carpentier, véritable institution des variétés télévisuelles, s'intéressent enfin à Jacques Higelin et lui consacrent une émission culte Formule 1+1 en janvier 1982 qui se démarque fortement de leurs très nombreuses productions habituelles avec, notamment, Elisabeth Wiener en duo avec Jacques Higelin L'Attentat à la pudeur (de l'album Champagne) puis Hara Kiri Elaïson absent du montage actuel. Le groupe Téléphone est également invité avec le titre Fleur de ma ville, Alain Chamfort avec Chasseur d'ivoire (absent, lui aussi, de la version disponible, ainsi que Carole Laure et Lewis Furey) ainsi que toute la troupe qui participa à l'aventure du Cirque d'Hiver, notamment, Jean-Marc Torrès, danseur fabuleux sur le morceau l'Amour sans savoir ce que c'est.
C'est au cours de cette aventure que Jacques Higelin rencontre Aziza, future mère d'Izïa.
Son talent d'improvisateur et son énergie poétique lui donnent une relation particulière avec les spectateurs. Musicalement, il se nourrit de plus en plus de rythmes africains (Nascimo ou plus tard Criez Priez). Il invite Youssou N'Dour et Mory Kanté, rencontrés quelques mois plus tôt lors d'une tournée en Afrique, à partager la scène de Bercy en septembre 1985. C'est le début de ce qu'on appellera bientôt la world music. Jacques Higelin occupera l'espace de la plus grande salle de concert en France (quinze mille spectateurs) avec l'aide de Patrice Chéreau qui s'occupera de la mise en scène. Un grand moment musical même si certains ont critiqué « le côté mégalo de ce pari audacieux »... TF1 a diffusé en janvier 1986 ce concert dans une version réduite à une heure environ.
Higelin participe au premier Printemps de Bourges, en 1977, en compagnie de Charles Trenet, auquel il consacre un spectacle en 2004-2005 : Higelin enchante Trenet, avec lequel il tourne un an, achève au Trianon en mars 2005, et dont un DVD témoigne, encore inédit à ce jour. En 1988, il participe à l'hommage rendu à Léo Ferré à La Rochelle, où il reprend Jolie Môme. Il publie Lettres d'amour d'un soldat de vingt ans. Dans les années 1990, toujours présent sur scène, son image disparaît progressivement des médias et, avec la crise du disque, il éprouve des difficultés à être produit. En 2003, toujours fidèle à Ferré, il participe à l'album hommage sorti pour les dix ans de sa disparition : c'est encore Jolie Môme qu'il choisit, mais cette fois avec une approche plus intimiste. Higelin est également présent en 1984 aux premières Francofolies de La Rochelle, où il revient régulièrement pour des soirées musicales, vivement soutenu par l'animateur de France Inter Jean-Louis Foulquier. Le 9 février 1992, il participe, aux côtés de Font et Val, Georges Moustaki, Rufus, Alain Meilland, Jacques Serizier et Léo Ferré, à un hommage (présenté par José Artur), au pianiste Paul Castanier, sur la scène de l'Olympia.

#### Le retour des années 2000-2010

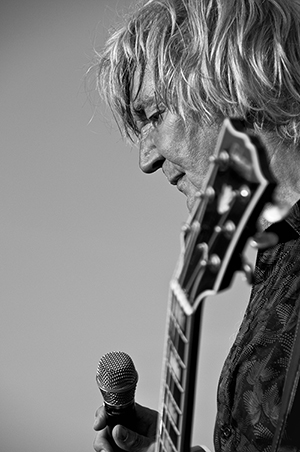
Jacques Higelin en 2011.

Installé depuis cette période à Pantin à l'angle des rues Michelet et Beaurepaire, il est sur scène à Lyon, place Bellecour, la nuit du passage à l'an 2000 devant quarante mille personnes. Le 17 novembre 2006 sort l'album studio Amor Doloroso. Le 21 juin 2007, à l'invitation du groupe Sweet Air, il se produit pour un concert à l'Élysée-Montmartre.
Le 7 mars 2008, France 3 diffuse un documentaire tourné par Romain Goupil, Higelin en chemin, d'une durée de soixante-cinq minutes, présentant de nombreuses images d'archives, souvent inédites, retraçant sa carrière, tandis que la photographe Laurence Leblanc publie un livre-disque, Higelin en cavale, aux éditions Textuel (2008). Jacques Higelin est nommé aux Victoires de la musique 2008.
Pour la sortie de son album Coup de foudre le 22 février 2010, il bénéficie d'une large couverture médiatique : à la télévision, dans la presse (il est rédacteur en chef du quotidien Libération pour un numéro) et à la radio. La sortie de l'album est suivie d'une tournée, avec six dates à Paris, en mars, à La Cigale. Il retrouve la scène de l'esplanade Saint-Jean d'Acre le 13 juillet aux Francofolies 2010. Le 18 octobre, il fête ses 70 ans au Zénith avec deux de ses enfants, Arthur H et Izïa.
Le 1er avril 2013, sort Beau Repaire, album écrit et composé par ses soins, coréalisé par Mahut et Édith Fambuena, et sur lequel figure un duo avec la comédienne Sandrine Bonnaire. L'album reçoit un accueil critique enthousiaste, notamment de la part du magazine Télérama qui lui attribue ses « 4F » et souligne qu'il s'agit « peut-être du meilleur album d'Higelin, qui le remet enfin à sa place : au sommet de la chanson ». Le même magazine sacre Beau Repaire meilleur album de chansons françaises avec J'ai l'honneur d'être de sa vieille amie Brigitte Fontaine. Les 10 et 11 juin, il remplit deux Casino de Paris où il s'était déjà produit à plusieurs reprises, dont plus de dix dates en octobre 1997. Il y chante trois heures le premier soir, et trois heures et quarante-cinq minutes le deuxième. Les deux soirs, Sandrine Bonnaire et Izïa montent sur scène avec lui (l'une pour le Duo d'anges heureux, l'autre pour la Ballade pour Izïa). À l'issue du second Casino, Jacques Higelin reçoit un disque d'or. Cette rencontre avec Sandrine Bonnaire donne lieu, l'année suivante, à un reportage, Ce que le temps a donné à l'homme, réalisé par l'actrice et diffusé sur Arte.
Après des concerts au Zénith de Paris le 26 novembre 2013 ou sur la grande scène des Francofolies de La Rochelle le 10 juillet 2014, le dernier concert de Jacques Higelin a lieu dans la grande salle de la Philharmonie le 24 octobre 2015, avec l'Orchestre national d'Île-de-France dirigé par Bruno Fontaine et diffusé en intégralité sur Arte Concert. Sa dernière apparition scénique se fait le lendemain, dans une autre salle de la Philharmonie, lors d'un concert d'hommage avec Catherine Ringer, La Grande Sophie, Jeanne Cherhal, Sandra Nkaké, Raphaëlle Lannadère-L, Camélia Jordana, Maissiat, Katel et Édith Fambuena.

### Prises de position militantes
À la suite de Mai 68, il milite quelque temps à la LCR, il anime avec d'autres la fanfare et propose des slogans mis en chanson. 
Au cours des années 1980, Higelin fait partie des artistes de gauche qui, comme Barbara, Renaud ou Maxime le Forestier, s'investissent dans les pétitions diverses ou les concerts humanitaires. Il soutient la candidature présidentielle de François Mitterrand en 1988.
En mai 1980, il participe à un grand concert de soutien contre le projet d'implantation d'une centrale nucléaire à Plogoff, qui a lieu sur la péninsule bretonne même : il y transforme pour l'occasion son Paris-New York, N.Y-Paris (réclamée par le public) en un Paris-Plogoff, Plogoff-Paris inédit.
En 1991, il réalise avec Coline Serreau un clip inclus dans le film Contre l'oubli et consacré à un couple emprisonné, Vera Chirwa et son époux.
En 1993, il apporte un soutien remarqué aux manifestants de l'association Droit au logement avec l'abbé Pierre ; il est le 16 décembre 1994 l'un des fondateurs de l'association Droits Devant !! et répond encore favorablement des années plus tard, le 13 juillet 2010 après son concert aux Francofolies de La Rochelle, à la demande de signer le manifeste de la Fondation Abbé-Pierre pour le logement des défavorisés.
Lors de la campagne pour l'élection présidentielle de 2007, il soutient Ségolène Royal, pour qui il chante lors de son meeting du 1er mai au stade Charléty.
En janvier 2008, il enregistre avec le groupe Sweet Air le projet Baltimore, rejoignant ainsi Maurane et Riké de Sinsemilia en soutien aux otages de par le monde. En avril 2009, avec d'autres artistes (Rodolphe Burger, D’de Kabal, Sandra Nkaké, Spleen), il participe à un disque collectif portant le nom Les Amoureux au ban public, portant le nom d'une association qui défend les droits des couples composés d'un conjoint français et d'un conjoint étranger.
En 2014, il est membre du comité de soutien à la candidature d'Anne Hidalgo à la mairie de Paris.

### Rumeurs sur sa santé et mort
Dès octobre 2010, des concerts programmés sont reportés ou annulés pour raison de santé,. Le 10 décembre 2015, un communiqué annonce l'annulation de tous les concerts prévus en 2016. Fin 2017, Bernard Lavilliers annonce que Jacques « ne va pas trop bien en ce moment, ». Dans un entretien accordé au Parisien fin janvier 2018, son fils Arthur confirme le mauvais état de santé de son père : « Oui j’ai écrit ce morceau [Le Passage] pour lui. Il ne va pas très bien mais il n’est pas au seuil de la mort. On est autour de lui. » Il affirme que, bien que fatigué, son père n'a jamais été dans le coma,.

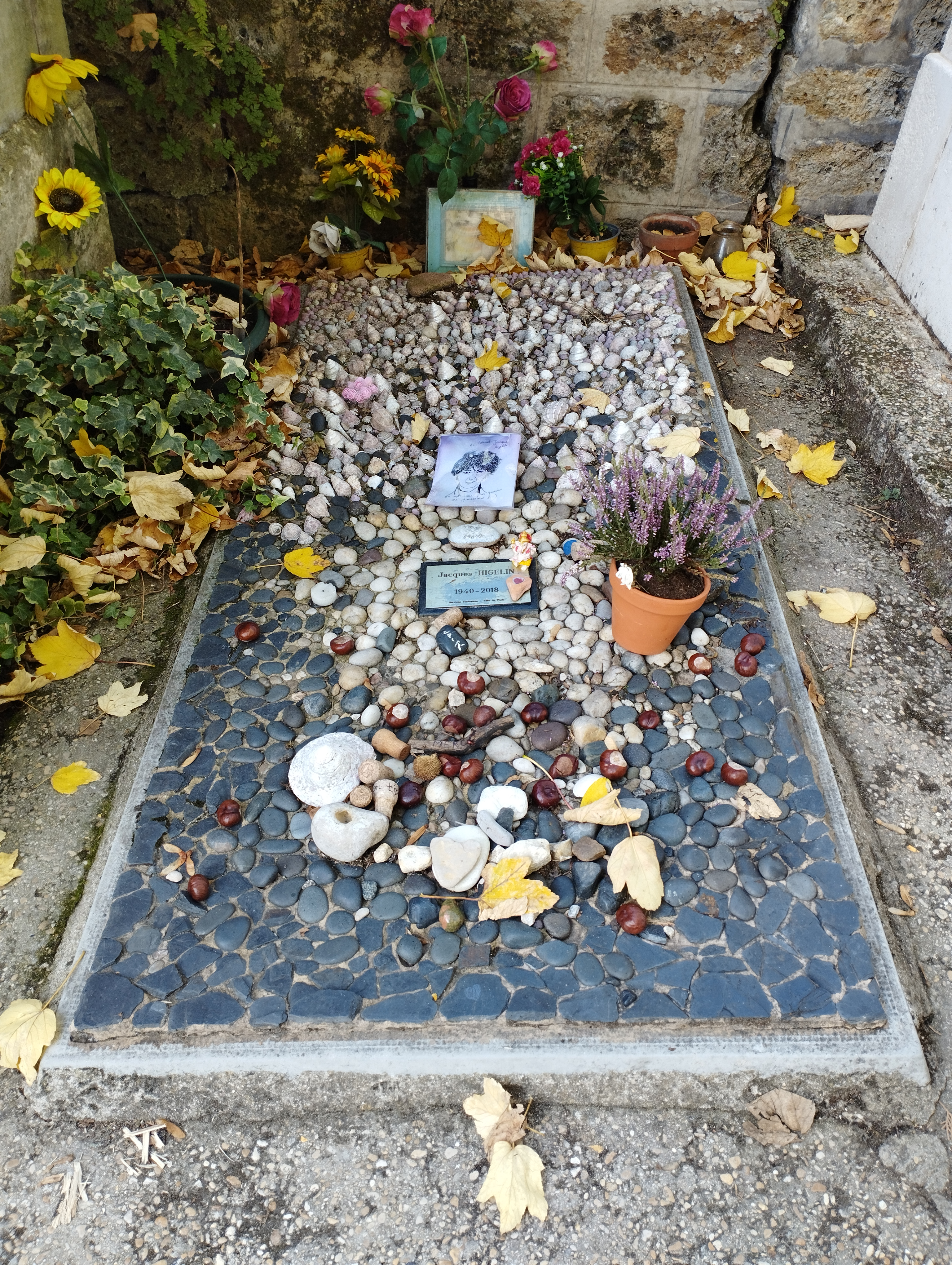
Tombe de Jacques Higelin au cimetière du Père-Lachaise (division 20).

Dans un communiqué à l'AFP, sa famille annonce la mort du chanteur à l'âge de 77 ans, le 6 avril 2018 à Nogent-sur-Marne,. La cause de sa mort n’a alors pas été officiellement révélée. Ses obsèques ont lieu le 12 avril 2018 avec un hommage au Cirque d'Hiver en présence de ses proches et de personnalités comme la ministre de la Culture Françoise Nyssen, la maire de Paris Anne Hidalgo et de nombreux artistes, puis l'artiste est inhumé au cimetière du Père-Lachaise (20e division),, à Paris. La tombe, faite de cailloux et de coquillages, a été dessinée par ses trois enfants.
En septembre 2022, Antoine Couder révèle, dans sa biographie Jacques Higelin : devenir autre, que le chanteur avait vécu en Ehpad, à la Maison nationale des artistes, à Nogent-sur-Marne, atteint de la démence à corps de Lewy qui finira par le tuer.

### Vie privée
Marié trois fois, Jacques Higelin est le père de trois enfants :
- Arthur, né en 1966 (avec l'attachée de presse Nicole Courtois, qu'il a épousée en 1966 à la mairie du 6e arrondissement de Paris[45],[46]), père de la chanteuse Marcia Higelin.
- Kên, né en 1972 (avec Kuelan Nguyen, qu'il a épousée en 1978 à Hérouville-en-Vexin). Celui-ci est le père de l'actrice Kim Higelin.
- Izïa, née en 1990 (avec Aziza Zakine, qu'il a épousée en 2001 à Pantin).

Dans son ouvrage sorti en 2022 Jacques Higelin : devenir autre, Antoine Couder révèle que le sujet de ses Lettres d’amour d’un soldat de vingt ans, Irène Chabrier, n’aura jamais confirmé ni infirmé que sa fille était le fruit de leur union (« Tu ne sauras jamais. ») ; Jacques Higelin aura dit, pour sa part, à Clémence : « Tu es la fille de Pierre Lhomme ».

### Enregistrements en studio

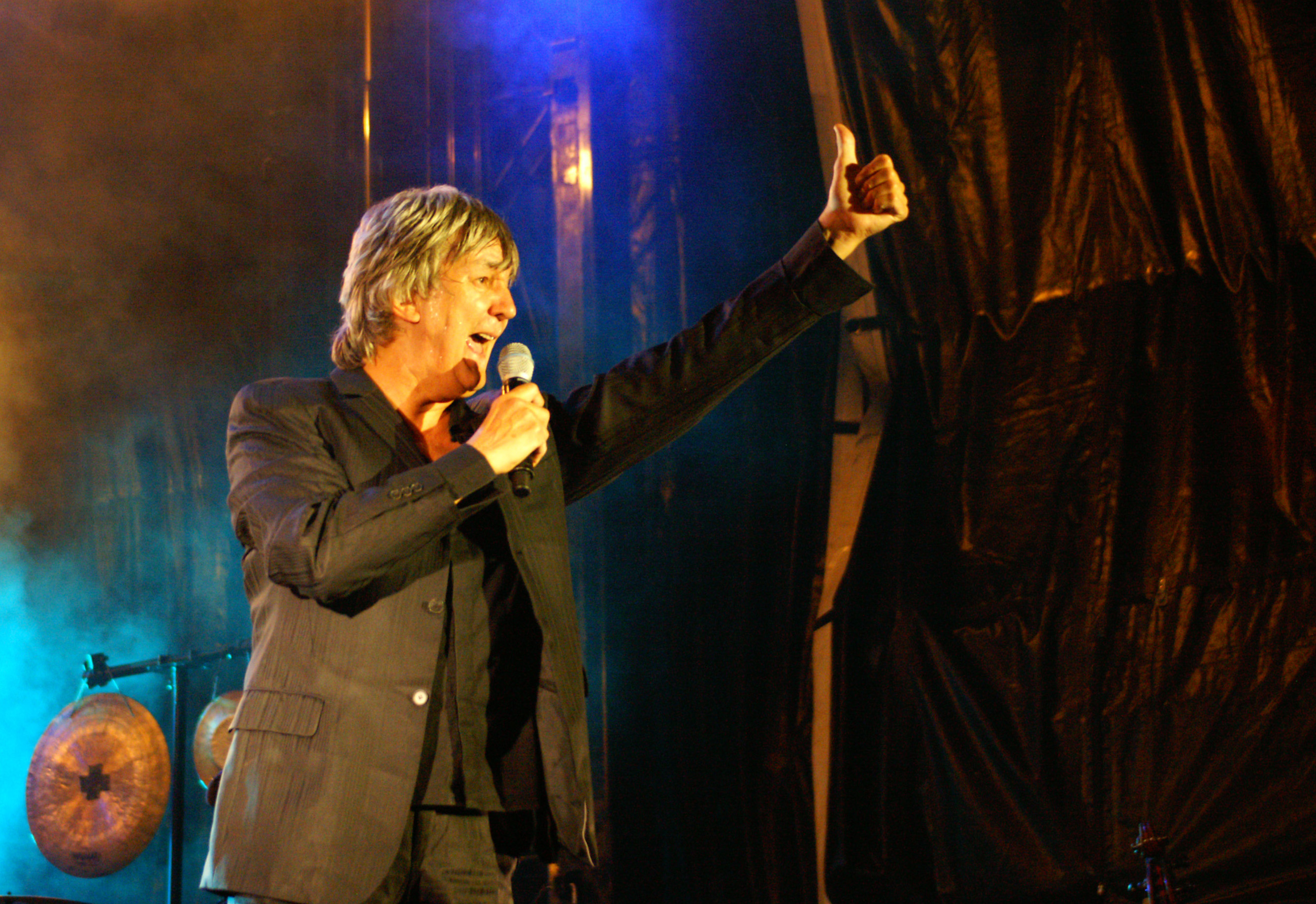
Jacques Higelin en concert lors du cinquième festival aux Zarbs d'Auxerre en juillet 2007.

## Discographie

### Enregistrements en public
- 1981 : Higelin à Mogador (triple album, 2 CD)
- 1983 : Casino de Paris (album simple, 1 CD)
- 1986 : Higelin à Bercy (triple album, 2 CD)
- 1990 : Follow the live (double album, 1 CD)
- 1992 : Higelin Le Rex (double album, 1 CD)
- 2000 : Higelin Live 2000 (1 CD)
- 2005 : Higelin enchante Trenet (1 CD 12 titres et édition collector 18 titres en 2 CD)
- 2007 : En plein Bataclan (1 CD)
- 2010 : Paris/Zénith 18-10-2010  (1 CD) (ou 3 CD, disponible uniquement sur commande)

### Participations et titres inédits isolés
- 1960 : guitare sur Saint-Tropez blues et sur Tumbleweed, chantés par Marie Laforêt, pour le film Saint-Tropez blues (voir filmographie) (45 tours EP 5 titres Fontana 460 710)
- 1963 : guitare sur quatre chansons de Marie Laforêt, Blowin' in the wind, Flora, House of the rising sun, Banks of the Ohio (EP Festival FX 45 1353 ou ABL 45 5011)
- 1967 : Cet enfant que je t'avais fait (en duo avec Brigitte Fontaine), Les Encerclés et Le Roi de la naphtaline : 45 tours de la musique du film Les encerclés de Christian Gion (Disc'AZ). On peut néanmoins se procurer Cet enfant que je t'avais fait  sur trois albums de Brigitte Fontaine : Brigitte Fontaine est… folle, Morceaux de choix et Plans fixes ainsi que sur la compilation Higelin entre 2 gares, tous disponibles en CD.
- 1969 : un morceau sur le 45 tours Saravah (SH 40 010) Et vouâla le piano : Je jouais le piano, non réédité sur un de ses CD. L'autre morceau, Remember, se trouve sur l'album Higelin et Areski (1969)
- 1975 : Tango tango sur la compilation Dix ans de Saravah (coffret 4 albums 30 cm, rééd. double CD 1990)
- 1977 : Rock'n roll ça veut dire, sur une compilation en 33 t de divers artistes rock [réf. nécessaire].
- 1977 : Jaloux d'un rêve (45 tours Pathé-Marconi), un titre prévu pour l'album No man's land, enregistré ici au cours de l'émission télé Numéro 1 de Maritie et Gilbert Carpentier (5 novembre). Seule la face B du single, Denise, figurera sur l'album.
- 1983 : Informulé, en duo avec Armande Altaï, 45 tours Mercury (6010 635) extrait du spectacle Jacques Joseph Victor dort
- 1984 : Champagne, en public, en duo avec Diane Dufresne, sur son album Magie rose
- 1984 : récite Pierre et le loup (27 min 35) sur l'album Pierre et le loup - Le carnaval des animaux, de Katia et Marielle Labèque
- 1986 : Poucet Logre et associés (sur l'album collectif La Fugue du Petit Poucet, conte pour enfants, collectif pour la Croix-Rouge française)
- 1987 : To sangela sur l'album Bwana Zoulou Gang de Ray Lema, chanté avec Manu Dibango et Lokua Kanza
- 1987 : chante sur Et c'est comme ça que la terre est carrée (15 min 45), en duo avec Didier Lockwood sur son album 1.2.3.4
- 1987 : Jolie Môme et Annonce, sur l'album La Fête à Ferré, enregistrement public aux Francofolies de La Rochelle
- 1989 : Chanson, face B du 45 tours Poil dans la main, est une version studio différente de celle parue sur l'album Tombé du Ciel en 1988 (avec Didier Lockwood au violon) (Poil dans la main est identique à la version album)
- 1989 : Follow the Line en 45 tours : version studio différente de celle parue sur l'album Tombé du ciel.
- 1989 : Follow the Line en 45 tours promo : version studio différente de celle du 45 tours paru dans le commerce (mentionné ci-dessus), et de celle de l'album Tombé du ciel
- 1990 : Je ne peux plus dire je t'aime (avec Isabelle Adjani) sur le CD compilation 10 titres, dans un N° Hors commerce de CD Mag, à l'occasion de la sortie de son coffret Intégrale studio 1974-1988. Désormais disponible sur la compilation Higelin entre 2 gares.
- 1992 : Je ne peux plus dire je t'aime (avec Patrick Bruel) et L'aviateur dans l'ascenseur (version inédite) sur le double CD collectif Urgence - 27 artistes pour la recherche contre le SIDA
- 1994 : D'ailleurs en trio avec Brigitte Fontaine et Areski, sur un CD single en tirage limité, et sur la deuxième édition de l'album de Brigitte Fontaine French Corazon.
- 1995 : Seul à seule, avec Eddy Louiss, sur l'album collectif de l'association Sol En Si, Solidarité enfants sida
- 1995 : Électrocardiogramme plat, sur l'album collectif en public La fête du disque 1995 - Le collector (Snep)
- 2002 : L'Hélicon en duo avec Izïa Higelin, sur l'album collectif Boby Tutti-Frutti - L'hommage délicieux à Boby Lapointe.
- 2003 : Jolie môme sur l'album collectif Avec Léo en hommage à Léo Ferré
- 2004 : Je voudrais dormir, en duo avec Jeanne Cherhal sur son album Douze fois par an
- 2005 : La rousse au chocolat, en duo avec Jeanne Cherhal sur l'album collectif Tôt ou tard
- 2005 : les deux titres précédents, en public et en duo avec Jeanne Cherhal, sur son album À la Cigale
- 2005 : Le destin du voyageur, en duo avec Arthur H sur son album Adieu tristesse
- 2006 : Encore une journée d'foutue, avec Tryo sur l'album Tryö Fête Ses 10 Ans inclus avec le DVD du même titre
- 2006 : Je suis venu te dire que je m'en vais, En relisant ta lettre avec Fred Poulet, Requiem pour un con avec Rodolphe Burger et Daniel Darc, sur l'album Hommage à Serge Gainsbourg de Rodolphe Burger et Meteor Band (concert donné dans le cadre du 6ᵉ Festival C’est dans la Vallée au Temple Réformé de Sainte-Marie-aux-Mines)
- 2007 : La Courneuve, sur l'album Chez Leprest, vol. 1 (Hommage à Allain Leprest)
- 2008 : Crocodail, en duo avec Petra Magoni sur son album Musica Nuda 55/21
- 2008 : Projet Baltimore, avec Sweet Air, Maurane et Riké.
- 2011 : Mauvaise humeur, sur l'album d'hommage à Jacno, Jacno Future
- 2011 : Duel, en duo avec Brigitte Fontaine sur son album L'un n'empêche pas l'autre

### Compilations
- 1965 : 12 chansons d'avant le déluge
- 1973 : Jacques Canetti présente Jacques Higelin (13 ou 14 titres - suivant les CD - extraits des albums avec B. Fontaine), réédition en 1988.
- 1976 : 15 chansons d'avant le déluge, suite et fin...[48], réédité en 1996 agrémenté de chansons supplémentaires sous le titre : Jacques Canetti présente Higelin / Fontaine 20 chansons d'avant le déluge
- 1980 : Inédits 1970
- 1985 : Jacques Higelin Disque d'or EMI
- 1990 : Higelin CD 10 titres distribué par CD Mag et RTL.
- 1991 : Au cœur d'Higelin (2 CD)
- 1997 : Higelin pour tout le monde
- 1998 : 20 chansons d'or
- 1999 : Karaoké
- 2005 : Higelin entre 2 gares  (existe en édition limitée avec DVD)
- 2010 : Réfugié poétique  (3 CD)

### Éditions québécoises (33 tours)
- Champagne pour tout le monde et Caviar pour les autres… sont compilés en un seul album de dix chansons, sous le titre Champagne ou Caviar. La pochette est inédite en France.
- Alertez les bébés est vendu sous le titre Enfin Higelin, mais avec la pochette française.

### Classements

#### Albums
| Année | Album                        | Classements | Classements | Classements | Classements | Certifications, |
| Année | Album                        | ,           | W           | [ 54 ]      | Ro          | Certifications, |
| ----- | ---------------------------- | ----------- | ----------- | ----------- | ----------- | --------------- |
| 1974  | BBH 75                       | 117         | —           | —           | —           | Or              |
| 1976  | Irradié                      | —           | —           | —           | —           | non certifié    |
| 1976  | Alertez les bébés            | 3           | —           | —           | —           | Or              |
| 1978  | No Man's Land                | 1           | —           | —           | —           | Or              |
| 1979  | Champagne pour tout le monde | 3           | —           | —           | —           | Or              |
| 1979  | Caviar pour les autres       | 7           | —           | —           | —           | Or              |
| 1981  | Higelin à Mogador            | 4           | —           | —           | —           | non certifié    |
| 1982  | Higelin '82                  | 12          | —           | —           | —           | Or              |
| 1983  | Casino de Paris              | 14          | —           | —           | —           | Or              |
| 1985  | Aï                           | 2           | —           | —           | —           | Or              |
| 1986  | Higelin à Bercy              | 20          | —           | —           | —           | non certifié    |
| 1988  | Tombé du ciel                | 8           | —           | —           | —           | Platine         |
| 1990  | Follow the live              | 41          | —           | —           | —           | non certifié    |
| 1991  | Illicite                     | 20          | —           | —           | —           | Or              |
| 1994  | Aux héros de la voltige      | 5           | —           | —           | —           | Or              |
| 1998  | Paradis païen                | 7           | —           | —           | —           | non certifié    |
| 2000  | Higelin Live 2000            | 60          | —           | —           | —           | non certifié    |
| 2005  | Higelin enchante Trenet      | 36          | 83          | —           | —           | non certifié    |
| 2006  | Amor Doloroso                | 7           | 83          | 97          | —           | Or              |
| 2007  | En plein Bataclan            | 151         | —           | —           | —           | non certifié    |
| 2010  | Coup de foudre               | 2           | 20          | 51          | 8           | Or              |
| 2010  | Paris/Zénith 18-10-2010      | 200         | —           | —           | —           | non certifié    |
| 2013  | Beau Repaire                 | 5           | 49          | —           | 29          | non certifié    |
| 2016  | Higelin 75                   | 6           | 36          | 74          | 20          | non certifié    |

#### Singles
Note : à la suite de la mort de Jacques Higelin, certaines chansons non sorties en singles ou classées dans les classements radio à l'époque de leur sortie se sont classées dans le « Top 200 Singles » en avril 2018. 
| Année | Single                                  | Classements          | Classements | Classements | Classements | Album                                      |
| Année | Single                                  | ,                    | W           | [ 54 ]      | Ro          | Album                                      |
| ----- | --------------------------------------- | -------------------- | ----------- | ----------- | ----------- | ------------------------------------------ |
| 1960  | Saint-Tropez Blues (avec Marie Laforêt) | 48                   | —           | —           | —           | Bande originale du film Saint-Tropez Blues |
| 1974  | Mona Lisa Klaxon                        | 39                   | —           | —           | —           | BBH 75                                     |
| 1976  | Alertez les bébés                       | 133                  | —           | —           | —           | Alertez les bébés !                        |
| 1978  | Pars                                    | 45                   | —           | —           | —           | No Man's Land                              |
| 1979  | Champagne                               | 9                    | —           | —           | —           | Champagne pour tout le monde               |
| 1983  | Mon portrait dans la glace              | 20                   | —           | —           | —           | Casino de Paris                            |
| 1985  | La Croisade des enfants                 | 33                   | —           | —           | —           | Aï                                         |
| 1986  | Pars (enregistrement public)            | 94                   | —           | —           | —           | Higelin à Bercy                            |
| 1988  | Tombé du ciel                           | 3                    | —           | —           | 10          | Tombé du ciel                              |
| 1989  | Poil dans la main                       | 16                   | —           | —           | —           | Tombé du ciel                              |
| 1991  | Ce qui dit doit être fait               | 64                   | —           | —           | —           | Illicite                                   |
| 1998  | Une tranche de vie                      | 87                   | —           | —           | —           | Paradis païen                              |
| 1999  | Broyer du noir                          | 50                   | —           | —           | —           | Paradis païen                              |
| 2013  | Seul                                    | —                    | 45 (Tip)    | —           | —           | Beau Repaire                               |
| 2018  | Je ne peux plus dire je t'aime          | 154[réf. nécessaire] | —           | —           | —           | Caviar pour les autres...                  |
| 2018  | Pars (version live)                     | 16                   | —           | —           | —           | Paris/Zénith 18-10-2010                    |
| 2018  | Ballade pour Izïa                       | 175                  | —           | —           | —           | Illicite                                   |
| 2018  | Tête en l'air                           | 82                   | —           | —           | —           | Champagne pour tout le monde               |
| 2018  | Champagne (version live)                | 11                   | —           | —           | —           | Higelin à Bercy                            |

## Vidéographie
- 1990 : Higelin s'en va en rêve (VHS)
- 2007 : Higelin en plein Bataclan (Double DVD live)

## Filmographie

### Cinéma
- 1959 : Nathalie, agent secret d'Henri Decoin
- 1959 : La Verte Moisson de François Villiers : Mercadier
- 1961 : Saint-Tropez Blues de Marcel Moussy : Jean-Paul
- 1961 : Le bonheur est pour demain d'Henri Fabiani : Alain
- 1963 : Bébert et l'Omnibus d'Yves Robert : Tiennot Martin, le frère aîné de Bébert
- 1963 : Concerto mécanique pour la folie ou la folle mécamorphose de Julien Duvivier : l'homme
- 1965 : Par un beau matin d'été de Jacques Deray : le motard
- 1967 : Les Encerclés de Christian Gion : Jean-Claude
- 1968 : Sept Jours ailleurs de Marin Karmitz : Jacques
- 1968 : Erotissimo de Gérard Pirès : Bob
- 1969 : L'Art de la turlute de Gérard Pirès (court métrage)
- 1969 : La Fête des mères de Gérard Pirès (court métrage)
- 1970 : Nous n'irons plus au bois de Georges Dumoulin : Simon
- 1971 : Léa, l'hiver de Marc Monnet : Harold
- 1972 : Salut, voleurs ! de Frank Cassenti : Charlie
- 1973 : Elle court, elle court la banlieue de Gérard Pirès : Bernard Réval
- 1973 : L'An 01 de Jacques Doillon, Alain Resnais et Jean Rouch : le joueur de bandjo
- 1977 : Un autre homme, une autre chance de Claude Lelouch : le chanteur de rue
- 1980 : La Bande du Rex de Jean-Henri Meunier : Daniel Pautard
- 1988 : Savannah (La Ballade) de Marco Pico : Colin
- 1991 : Contre l'oubli de Chantal Akerman et René Allio
- 1998 : Revoir Julie de Jeanne Crépeau : lui-même
- 1998 : À mort la mort ! de Romain Goupil : l'accordéoniste
- 2001 : La Prophétie des Grenouilles de Jacques-Rémy Girerd : le lion (voix)
- 2006 : Le Rêve de Jacques Higelin de Lyonel Kouro (court métrage)
- 2013 : Jappeloup de Christian Duguay : Henry Dalio

### Télévision
- 1963 : Le Théâtre de la jeunesse : Jean Valjean d'après Les Misérables de Victor Hugo, réalisation Alain Boudet : Laigle
- 1964 : Une fille dans la montagne de Roger Leenhardt
- 1965 : Les Saintes Chéries : Ève au volant de Jean Becker
- 1965 : Marie Curie - Une certaine jeune fille de Pierre Badel
- 1993 : Un homme à la mer de Jacques Doillon
- 2003 : Colette, une femme libre de Nadine Trintignant

## Théâtre
- 1959 : Bon week-end, Monsieur Bennett de Paule de Beaumont d'après Arthur Watkyn, mise en scène Michel Vitold, Théâtre de la Gaîté-Montparnasse
- 1962 : Frank V de Friedrich Dürrenmatt, mise en scène André Barsacq, Théâtre de l'Atelier
- 1963 : Léon ou La Bonne Formule de Claude Magnier, mise en scène Jean Le Poulain, Théâtre de l'Ambigu-Comique
- 1965 : La Vérité suspecte de Pedro de Alarcon, mise en scène Marie-Claire Valène, Festival de Montauban
- 1966 : Maman j'ai peur coécrit avec Brigitte Fontaine et Rufus, mise en scène Sotha, Studio des Champs-Élysées

## Distinctions et hommages

### Récompenses
- prix de l'académie Charles-Cros 1976 pour Alertez les bébés !
- Prix Raoul-Breton 1982

### Nominations
- Victoires de la musique 2008 : album de chansons/variétés de l'année pour Amor Doloroso

### Décoration
- Commandeur de l'ordre des Arts et des Lettres (janvier 2014)[57].

### Odonymes

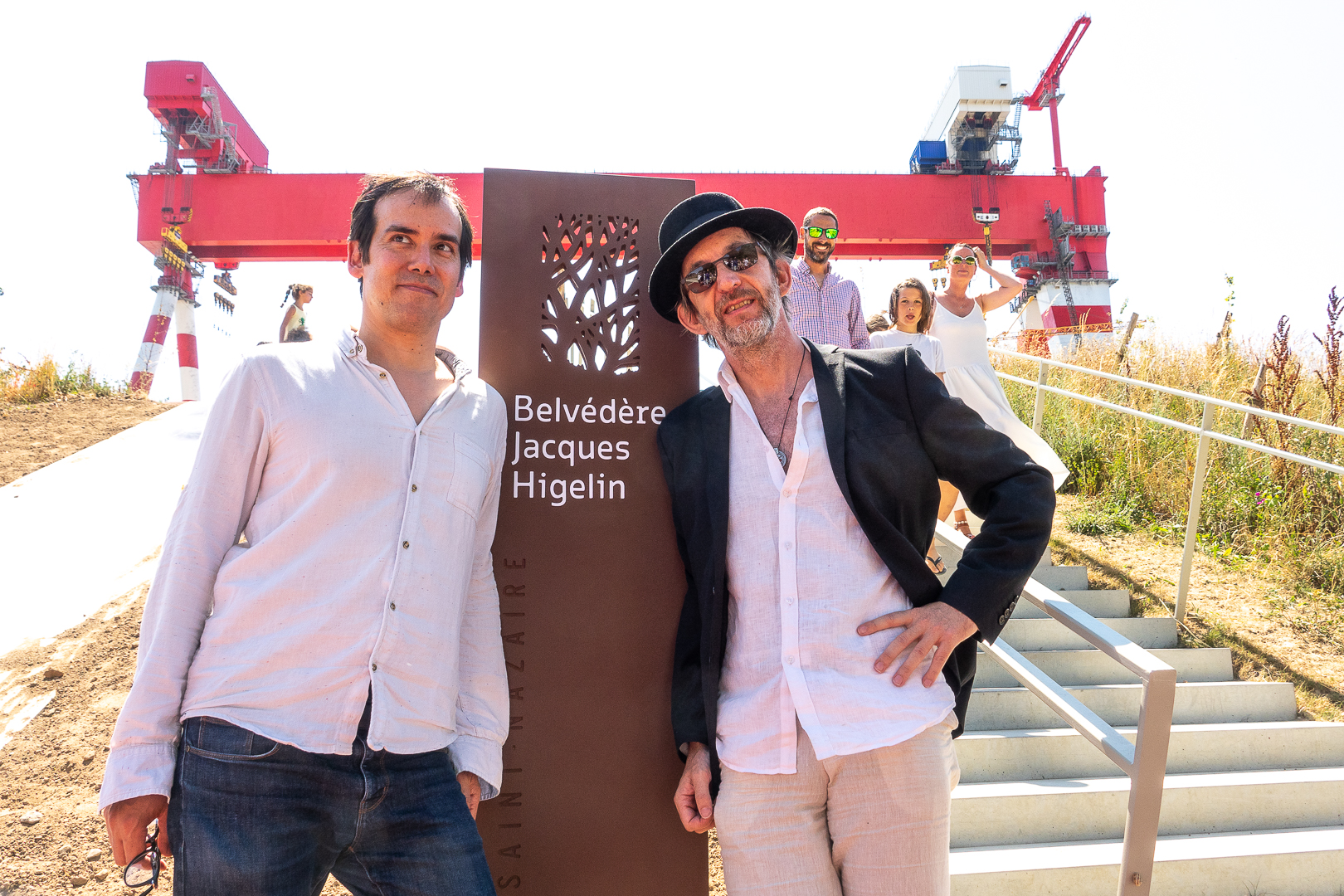
Le belvédère Jacques-Higelin, bordant les chantiers navals de Saint-Nazaire, a été inauguré le 24 juin 2023 en présence de ses deux fils, Kên et Arthur H.

- Espace musical Jacques-Higelin, école de musique à Fleury-sur-Orne.
- A scalinata Jacques-Higelin (escalier Jacques-Higelin) à Calvi, inauguré le 18 octobre 2020[58].
- Allée Jacques-Higelin dans le parc Montsouris, pour lequel il a écrit une chanson.
- Le conservatoire Jacques-Higelin à Chelles (Seine-et-Marne), inauguré le 19 janvier 2020[59].
- Le conservatoire Jacques-Higelin à Pantin (Seine-Saint-Denis), inauguré le 15 octobre 2022[60].
- Le belvédère Jacques-Higelin à Saint-Nazaire (Loire-Atlantique), inauguré le 24 juin 2023[61].

#### Travaux universitaires
- Étienne Chanson, Jacques Higelin : de l'Underground à Bercy ou Star, mode d'emploi (mémoire de licence en journalisme, sous la direction de Gabriel Thoveron), Université libre de Bruxelles, 1987.
- Yoan Kéravis, Jacques Higelin : La chanson sous toutes ses formes (mémoire de maîtrise en musicologie, sous la direction de Gérard Le Vot), Lyon 2, 1994, 124 pages.

#### Ouvrages
- Jacques Higelin, Lettres d'amour d'un soldat de vingt ans (Recueil des lettres que l'auteur a adressées à sa compagne de l'époque, durant son service militaire en Allemagne puis en Algérie), Paris, Éditions Grasset, 1987, 250 p. (ISBN 2246389216, OCLC 416857664)  — réédition Le livre de poche, 1988
- Jacques A. Bertrand, Higelin, Bernard Barrault, 1990 (OCLC 418370016)
- Olivier Petit (dir.), Chansons de Jacques Higelin en bandes dessinées, Darnétal, petit à petit, 2000, 92 p. (ISBN 9782849490938, OCLC 470713313). — réédition 2007, avec une autre couverture.
- Clémentine Deroudille (photogr. Laurence Leblanc), Higelin en cavale (livre-disque) (ISBN 2845973152, présentation en ligne).  — Avec un CD d'interviews FIP et archives.
- Jean-Marie Leduc et Jacques Vassal, Jacques Higelin, Albin Michel, coll. « Rock & Folk », 1985 (OCLC 19627140).
- Daniel Lesueur, Jacques Higelin, seul maître à bord, Paris, Alternatives, coll. « pop rock », 2000, 110 p. (ISBN 2862272345, OCLC 44926355)
- Jacques Perciot, Jacques Higelin, passeur d'étoiles, Didier Carpentier, coll. « Sur parole », 2005 (OCLC 420025204).  — Choix de citations.
- Colette Piat, Jacques Higelin : Champagne pour tous !, Alphée, 2010, 200 p. (OCLC 742950587).
- Jacques Higelin et Valérie Lehoux, Je vis pas ma vie, je la rêve, Paris, Fayard, 2015, 416 p. (ISBN 978-2-213-69387-3)
- Lucien Rioux et Michèle Wathelet, Jacques Higelin, Seghers, coll. « Poésie et chansons », 1980 (OCLC 7948329).Édition entièrement refondue, Seghers-Le club des stars (coll. Paroles d'auteur), 1987.  (ISBN 2-232-10091-X). (OCLC 842359686).
- Stéphane Deschamps, L'enchanteur, Paris, Hors Collection, 2019, 168 p. (ISBN 978-2-7014-0033-4).
- Antoine Couder, Jacques Higelin : Devenir autre, Bègles, Le Castor astral, 2022, 320 p. (ISBN 979-1027802531).
- Arthur H (préface) et Valérie Lehoux, Car toujours le silence tue : récit, Paris, Flammarion, 1er mars 2023, 176 p. (ISBN 9782080422361).

#### Articles de magazines
- Jean-Pierre Feral (photogr. René Destrez), « Higelin à Mogador », Paroles et Musiques, no 7,‎ février 1981, p. 6, 7.
- « Higelin », Paroles et Musiques, no 52,‎ septembre 1985, p. 25 à 39.

- Gil Cheveau (photogr. D. Langlais), « Higelin. Après trois ans d'absence, le retour attendu d'Higelin », Music'n Show, no 8,‎ juillet/aout 1988.
- François Barre (photogr. C. Gassian), « Higelin le fou chantant », BLAH#BLAH NEWS, Paris, no 1,‎ 15 octobre - 15 novembre 1988

### Documentaires et reportages
- Higelin en chemin, documentaire télévisé par Romain Goupil diffusé en 2007.
- Ce que le temps a donné à l'homme sous-titré Jacques Higelin par Sandrine Bonnaire, documentaire de 53 minutes réalisé en 2014 par Sandrine Bonnaire et diffusé sur Arte le 1er novembre 2015 et rediffusé le 6 avril 2018 [présentation en ligne].
- Série de neuf émissions (9 x 53 min env.) intitulée Jacques... Jacques Higelin, diffusée sur France Inter du 15 au 26 août 2016, proposée par Dominick Martinot-Lagarde, assisté de Julien Van Assche, produite par les Radios francophones publiques :

- Le voyage à Chelles [Diffusion podcast du 15 août 2016].
- De Henri Crolla au service militaire [Diffusion podcast du 16 août 2016].
- De Bébert à Pierre Barouh [Diffusion podcast du 17 août 2016].
- Boissezon, Bénarroch, Bertignac, Thibault, Higelin 75 [Diffusion podcast du 18 août 2016].
- La scène ? Que serait un poisson sans eau ?... [Diffusion podcast du 19 août 2016].
- Champagne ! [Diffusion podcast du 22 août 2016].
- Le Domaine des esprits [Diffusion podcast du 23 août 2016].
- La famille, les familles... [Diffusion podcast du 24 août 2016].
- To be or not to be a character [Diffusion podcast du 25 août 2016].

- Trois émissions radiodiffusées en mai 2018 autour des reprises, versions différentes de chansons de Jacques Higelin ou d'autres artistes par Jacques Higelin avec, dans la deuxième, un texte inédit de Benoît Morel (ex-La Tordue)
- Jacques Higelin, la vie, l'amour, la mort (1940-2018), collection « une vie, une œuvre », France Culture 2019, réalisé par Vincent Decque et Antoine Couder [écouter en ligne].